# 努莱
努莱（義大利語：Nule），是意大利萨萨里省的一个市镇。总面积51.8平方公里，人口1450人，人口密度28.0人/平方公里（2009年）。ISTAT代码为090045。